# Font de la Figuereta (Aramunt)
La Font de la Figuereta és una font de la vila d'Aramunt, de l'antic terme del mateix nom, pertanyent a l'actual municipi de Conca de Dalt, al Pallars Jussà.
Està situada a 619 m d'altitud, al nord de les Eres, l'actual poble de la vila d'Aramunt, just a llevant de la Cabana de Joan de Toni, al nord de la partida de Lleres. Queda a prop i al sud-oest de la Font Paradís, a l'esquerra i a tocar del barranc de les Cadolles.